# Jelovik (gmina Aranđelovac)
Jelovik (cyr. Јеловик) – wieś w Serbii, w okręgu szumadijskim, w gminie Aranđelovac. W 2011 roku liczyła 375 mieszkańców.